# Square de La Tour-Maubourg
Le square de La Tour-Maubourg est une voie du 7e arrondissement de Paris, en France.

## Situation et accès
Le square de La Tour-Maubourg est une voie située dans le 7e arrondissement de Paris. Il débute au 143, rue de Grenelle et se termine en impasse.
Il est desservi par la ligne 8 à la station La Tour-Maubourg.

## Origine du nom

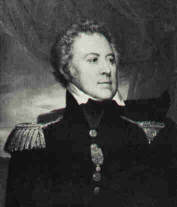
Victor de Fay de Latour-Maubourg.

Il porte le nom du général français, ministre de la Guerre et gouverneur des Invalides le marquis de La Tour-Maubourg (1768-1850), en raison de sa proximité avec le boulevard éponyme.

## Historique
Cette voie est créée sous sa dénomination actuelle en 1897 puis est ouverte à la circulation publique par un arrêté du 23 juin 1959.

## Bâtiments remarquables et lieux de mémoire

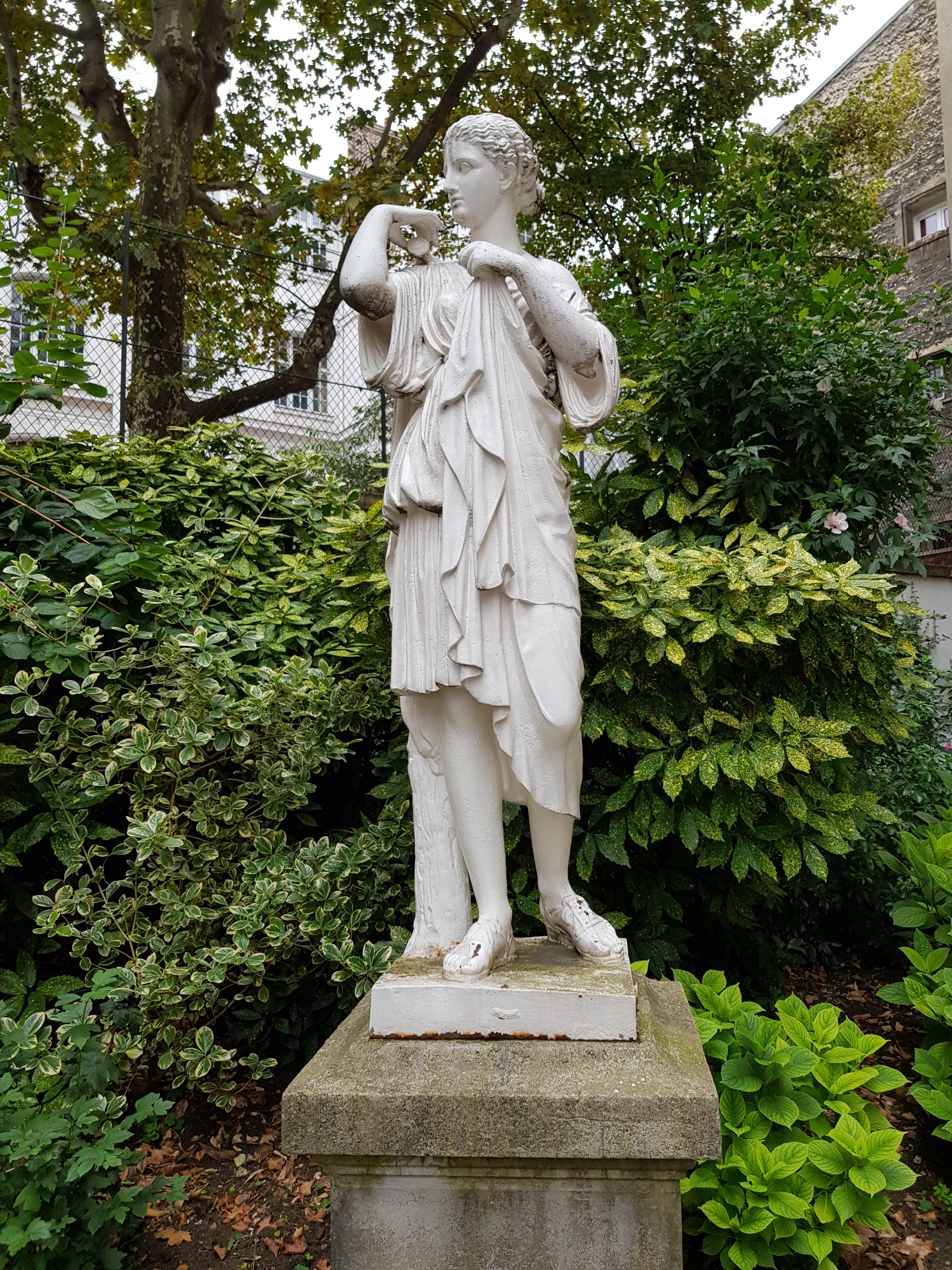
Statue au fond du square.

Les nos 2 et 4 datent de 1894, les nos 3, 5, 7, 8 et 10 de 1900. Tous ces immeubles sont l’œuvre de l’architecte J. Thevin.
- De nombreuses personnalités ont habité le square. Parmi les plus notables figure Gustave Ferrié (voir la plaque à l'entrée du square, côté rue de Grenelle) développeur de la radiotélégraphie militaire, qui avait proposé d'installer une antenne au sommet de la tour Eiffel en 1903.
- Le square était également connu pour comporter, au no 8 (ou au no 6 selon d'autres sources), à partir de 1920, l'appartement privé du maréchal Pétain[3], dans lequel il logeait toujours sous l'Occupation[4].
- Au no 6 habite François Fillon, qui y a domicilié sa société 2F Conseil, SARL unipersonnelle (chiffre d'affaires en 2015 : 298 800 euros, nombre d'employés : 0)[5].